# 주간고속도로 제70호선
주간고속도로 제70호선(영어: Interstate 70, I-70)은 미국 서부 유타주 코브포트(Cove Port)에서 북동부 메릴랜드주 볼티모어(Baltimore)을 잇는 총 연장 3465.13km의 동서축 고속도로로 90호선, 80호선, 40호선, 10호선 다음인 5번째로 길다. 70호선은 미국 초기의 주간고속도로 건설계획노선 중 하나였으며 로키산맥 동쪽으로 국도 제40호선과 대부분을 공유한다.
70호선의 서쪽 두개의 주(유타 주, 콜로라도 주)에서는 도로건설이 매우 까다로웠는데, 그 이유로 높은 산과 깊은 계곡, 척박한 구릉 등을 지났기 때문이다. 따라서 완공된 후에는 건축기술의 대작으로 일컬어지기도 한다. 콜로라도주 덴버 서쪽으로 아이젠하워 터널이 있는데, 이 터널은 고도 3,401m(11,158 ft)의 높이에 위치해있어 미국의 전 주간고속도로 중 가장 높은 고도를 기록했다. 가장 마지막에 완공된 부분도 유타주의 글렌우드 캐니언(Glenwood Canyon)을 지나는 구간으로 1992년에 완공되면서 건설하는데 매우 많은 시간이 투자되었다.